# Sallinge Herred
Sallinge Herred var et herred i Svendborg Amt. Herredet hørte fra 1662 til Nyborg Amt , indtil det ved reformen af 1793 blev en del af Svendborg Amt.
I herredet ligger købstaden Fåborg og følgende sogne:
- Allested Sogn
- Avernakø Sogn
- Brahetrolleborg Sogn
- Diernæs Sogn
- Espe Sogn
- Fåborg Sogn
- Gestelev Sogn
- Heden Sogn
- Herringe Sogn
- Hillerslev Sogn
- Horne Sogn
- Hundstrup Sogn
- Håstrup Sogn
- Jordløse Sogn
- Krarup Sogn
- Lyø Sogn
- Nørre Broby Sogn
- Sandholts Lyndelse Sogn
- Svanninge Sogn
- Sønder Broby Sogn
- Ulbølle Sogn
- Vantinge Sogn
- Vejle Sogn
- Vester Hæsinge Sogn
- Vester Skerninge Sogn
- Vester Åby Sogn
- Åstrup Sogn
- Øster Hæsinge Sogn